# 錫謝爾哈姆山

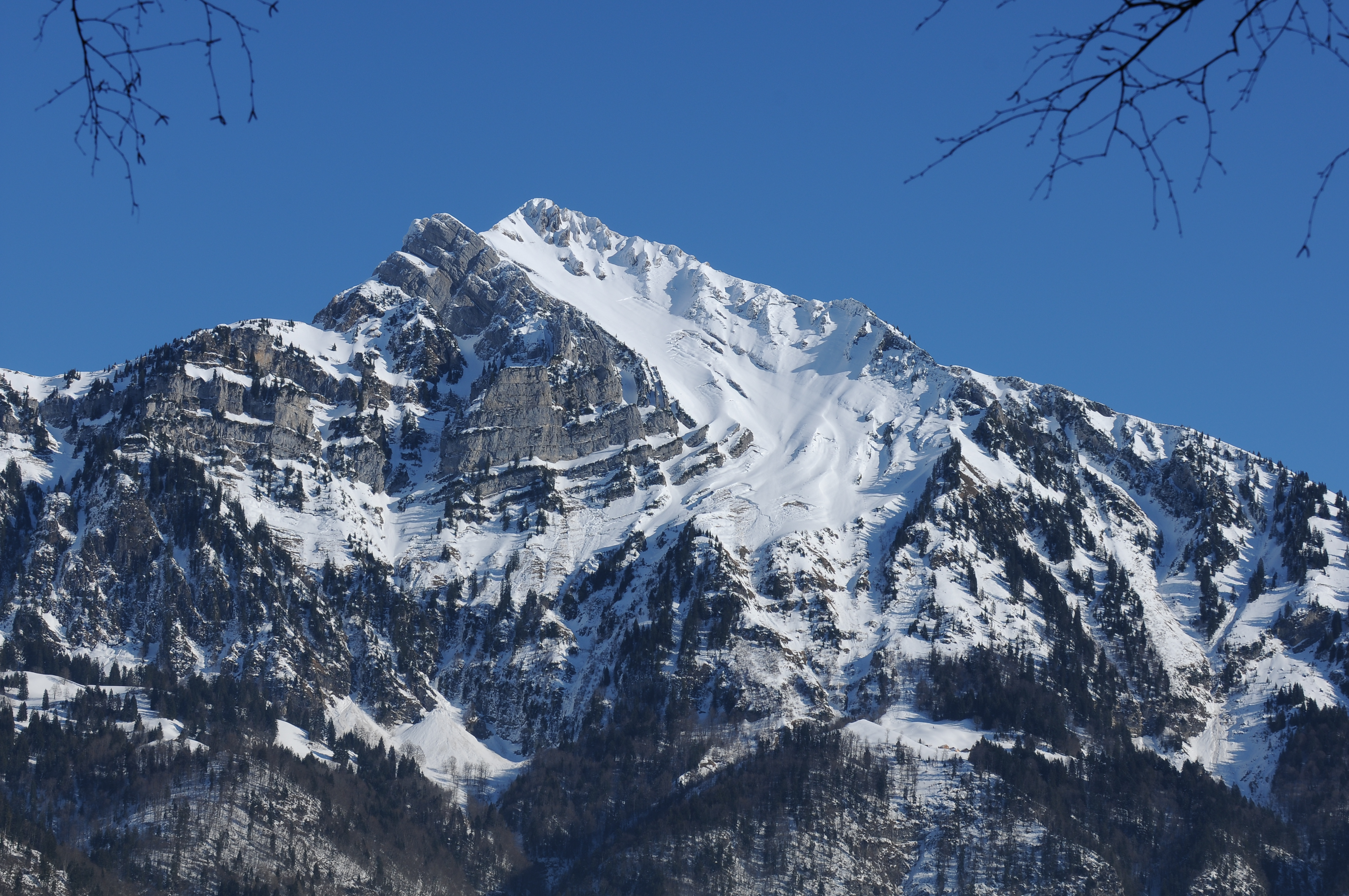

47°08′01″N 9°21′44″E / 47.1337°N 9.36213°E
塔米納山（德語：Taminagebirge），是瑞士的山脈，位於該國東部，處於聖加侖州和格勞賓登州接壤的邊界，屬於西阿爾卑斯山脈的一部分，最高點林格爾峰海拔高度3,247米。==參考資料==